# Phalaenopsis mariae
Phalaenopsis mariae - епіфітна трав'яниста рослина родини орхідні.
Вид не має усталеної української назви, в україномовних джерелах використовується наукова назва Phalaenopsis mariae.

## Синоніми
- Polychilos mariae (Burb.) Shim 1982

## Біологічний опис
Моноподіальний епіфіт середніх розмірів. 

Коріння довге, розгалужене, гладке. 

Стебло укорочене, приховане основами листя. 

Листя м'ясисте, темно-зелене, блискуче, довгасто-овальне. Завдовжки близько 30 см, шириною 5-8 см. 

Квітконіс багаторічний, коротший або рівний по довжині листя, пониклий, простий або розгалужених. Цвітіння револьверне, тому цвітіння може тривати до декількох місяців. 

Квіти діаметром 4-5 см, зірчасті, воскової текстури, слабо-ароматні. Пелюстки кремово-білі, іноді жовтуваті або з зеленим відтінком з широкими поперечними плямами жовтувато-коричневого або червоно-коричневого кольору. Губа бузкова з білою окантовкою.

## Ареал, екологічні особливості
Філіппіни (Міндоро, Мінданао, Лузон, Сулу) і західна частина Борнео. 

У вологих вічнозелених гірських лісах на висотах до 600 метрів над рівнем моря. На стовбурах і гілках дерев. 
 Пік цвітіння весна і літо, але може цвісти в будь-який час року. 
 У природі рідкий. Відноситься до числа видів, що охороняються (другий додаток CITES).

## Історія опису

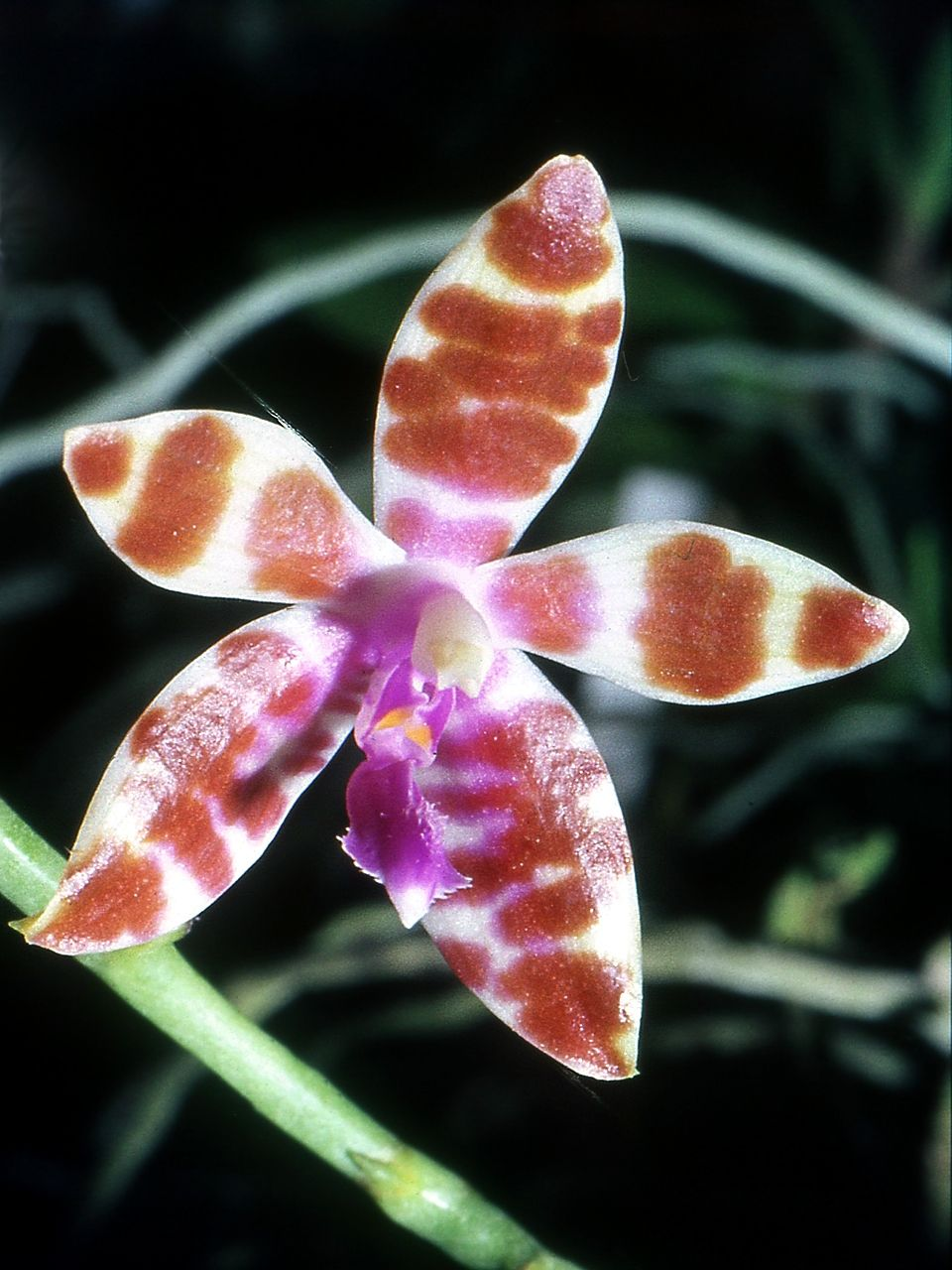

Фаленопсис Марії названий на честь дружини директора, який відкрив його ботанічний сад Трініті-коледжу в Дубліні Ф. В. Барбіджа (FW Burbidge (1847-1905)). Ним було знайдено дві рослини в 1878 р. в ході експедиції по малайзійському архіпелагу. 
 Видовий опис опубліковано у 1883 р.

## У культурі
Температурна група - тепла. Для нормального цвітіння обов'язковий перепад температур день/ніч в 5-8 ° С.
Вимоги до світла: 800-1000 FC, 8608-10760 lx.
Квітконоси багаторічні, обрізають їх тільки після природного всихання. Цвіте в будь-який час року.
Загальна інформація про агротехніку у статті Фаленопсис.

## Первиннігібриди
- Espiegle - philippinense х mariae (Marcel Lecoufle) 1984
- Flores Pride - floresensis х mariae (Hou Tse Liu) 2006
- Genesis - gigantea х mariae (Orchid World International Inc.) 1986
- Golden Jewel - mariae х fuscata (Irene Dobkin) 1973
- James Burton - mariae х sumatrana (MAJ Orchids) 1977
- Little Fox - mariae х javanica (Elwood J Carlson) 1985
- Little Leopard - cornu-cervi х mariae (Dr Henry M Wallbrunn) 1973
- Lovely Marie - bastianii х mariae (P. Lippold) 2007
- Macassar - amboinensis х mariae (Oscar Kirsch) 1962
- Maria Balster - mariae х stuartiana (Johannes Werner) 2001
- Mariechan Bach - mariae х reichenbachiana (WWG Moir) 2004
- Marie Linden - mariae х lindenii (WWG Moir) 1975
- Marie's Delight - mariae х venosa (Dr William Ellenberg (Jemmco Orchids)) 1991
- Marilata - maculata х mariae (John Ewing Orchids, Inc.) 1977
- Merryman - mariae х mannii (Dr Henry M Wallbrunn) 1985
- Rose Marie - mariae х equestris (Oscar Kirsch) 1961
- SIO's Celebes Sea - celebensis х mariae (Sky Island) 2006
- Talisman - sanderiana х mariae (Lewis C. Vaughn) 1962
- Tigerette - lueddemanniana х mariae (Hausermann's Orchids Inc) 1974
- Tigress - mariae х fasciata (Lynn M. Dewey) 1970
- Violet Charm - violacea х mariae (Arthur Freed Orchids Inc.) 1971
- Vista Freckles - fimbriata х mariae (G & B Orchid Laboratory (John Ewing Orchids, Inc.)) 1984